# Pleonotrocta
Pleonotrocta là một chi bướm đêm thuộc họ Erebidae.